# Crassuloideae
Crassuloideae es una subfamilia de plantas con flores de la familia Crassulaceae.

## Géneros
- Crassula - Dinacria - Vauanthes